# Kristian Berglund
Kristian Berglund, född 15 mars 1789 i Ljusnarsbergs församling, Örebro län, död 11 juli 1853 i Lindesbergs stadsförsamling, Örebro län, var en svensk rådman och riksdagsman.
Kristian Berglund var rådman och handlande i Lindesbergs stad. Han representerade staden i borgarståndet vid riksdagarna 1840/41 och 1844/45, och var 1840/41 även riksdagsman för Sala stad och Åmåls stad samt 1844/45 även riksdagsman för Sala och Askersunds stad. I riksdagen var han bland annat ledamot i bankoutskottet vid båda riksdagarna.